# Подвійний трон Івана V та Петра I

Трон срібний подвійний. Фото початку XX століття

Подвійний трон Івана V та Петра I Олексійовичів – дорогоцінний вироб барокового ювелірного мистецтва, що зберігається у Збройовій палаті Московського кремля. 

## Історія
Це єдине у своєму роді тронне місце виготовлене в 1682 до спільної коронації одразу двох царів — братів Івана V та Петра I Олексійовичів.
Коли в 1682 р. внаслідок непередбачуваних подій Московія отримала відразу двох царів-співвладників — «старшого» Івана V та «молодшого» Петра I Олексійовичів, то кожний з них отримав свої власні комплекти регалій. А для сидіння царів під час урочистих церемоній був виготовлений спільний двомісний престол. Є свідоцтво шведського дипломата Енгельберта Кемпфера (автора Diarium itineris ad aulam Moscoviticam), який був у Москві в 1683 р.: 
|  | «в Приймальній палаті, оббитій турецькими килимами, на двох срібних кріслах під іконами сиділи обидва царі у повному царському вбранні, що сяяло дорогоцінними камінцями. Старший брат , насунувши шапку... опустив очі в землю... сидів майже нерухомо; молодший роздивлявся усіх; лице у нього відкрите, гарне... Коли посланець подав. .. грамоту и обидва царі повинні були разом встати... молодший Петро, не давши часу дядькам підняти себе и брата, як того вимагав етикет, стрімко вскочив зі свого місця, сам посунув царську шапку и забалакав скоромовкою: «Його королівська величність, брат наш Карлус Свейський, чи здоров?» » |

Трон цей був перероблений із срібного з позолотою царського місця царя Михайла Федоровича, що по опису голштинця Адама Олеарія (1634) знаходилось у Грановітій палаті Кремля. На трон заввишки майже 4 метри пішло 1600 марок срібла і 120 унцій золота для позолоти. Тоді він був оцінений у 25 тисяч рублів — це астрономічна сума для Росії XVII ст. За свідоцтвом Олеарія, трон був зроблений за кресленням нюрнберзького золотаря Ісая Цинкграфа. 
Трон слугував для урочистостей до 1696, коли помер Іван V. Переданий він був у Збройову Палату Петром I в 1706. 

## Опис
Цей трон — єдина у своєму роді пам'ятка доби бароко, його деталі карбовані із срібла. Ліве місце належало царю Івану, праве - царю Петру. Трон двокольоровий – деякі його деталі позолочені, а інші – ні.

Передня частина трону на малюнку академіка Ф.Г.Солнцева, середина XIX століття.

Саме двомісне сидіння має дерев’яну основу, обкладену срібними різьбленими пластинами. Сидіння піднесене на три срібні сходинки, які рясно прикрашеня орнаментаціями. Нижня частина сидіння має карбовані зображення єдинорога в центрі та двох левів обабіч. Сидіння оббите червоним оксамитом.
Перила та навісна сінь трону зроблені із срібла. Сінь тримається на чотирьох опорах, з яких дві передні мають вигляд витих колон. Нижні та верхні частини цих колон мають шахову орнаментацію – руст (характерний для деяких тогочасних архітектурних будівель Росії). Сінь прикрашена складним переплетеним орнаментом рослинного характеру, типового для тогочасних храмових іконостасів. Головним чином це виноградні лози із листям та плодами. На переплетених лозах сидять декілька птахів. Передній торець сіні прикрашає фігура єдинорога. Задню частину сіні, яка спирається на спинку самого крісла, прикрашають фігури грифона та лева. Також, серед найхарактерніших орнаментацій цього трону є численні зображення двоголових орлів - символів царської Росії. Найбільший з них розташований зверху переднього торця сіні. Рукоятки перил трону мають вигляд зооморфних фігур – напівптахів.
Спинка трону має вишиту перлинами срібноткану завісу із зображеннями двоголового орла в центрі та 12 гербів царств і земель Росії по краю. З правого боку за завісою (за сидінням Петра) знаходиться слухове віконце, через яке царевна Софія Олексійовна таємно давала поради малолітнім царям під час урочистих аудієнцій. 
Обабіч від трону знаходяться прорізні срібні поставці для царських держав, які в основі своїй трикутні. 
Навпроти сидінь стоять три срібні ярусні прорізні колони, орнаменти яких майже збігаються. Нижні частини цих колон – двоярусні, шестигранні в плані. Потім на оцих колонах йдуть: по дві прорізні кулі, далі ярус плетеного орнаменту та малі кулі із двоголовими орлами як навершя.  Орлів у свою чергу увінчують маленькі стилізовані царські держави із хрестами.